# Zearaja chilensis
Zearaja chilensis är en rockeart som först beskrevs av Alphone Guichenot 1848.  Zearaja chilensis ingår i släktet Zearaja och familjen egentliga rockor. IUCN kategoriserar arten globalt som sårbar. Inga underarter finns listade i Catalogue of Life.